# Parafia Bogarodzicy Dziewicy Matki Kościoła w Olsztynie
Parafia Bogarodzicy Dziewicy Matki Kościoła w Olsztynie – rzymskokatolicka parafia w Olsztynie, należąca do archidiecezji warmińskiej i dekanatu Olsztyn Południe. Została utworzona 25 listopada 1980. Kościół parafialny mieści się przy ulicy Podgórnej. Parafię prowadzą księża diecezjalni.